# Rupert Rezső
Rupert Rezső (Devecser, 1880. május 25. – Szentes, 1961. január 20.) magyar ügyvéd, újságíró, nemzetgyűlési és országgyűlési képviselő.

## Élete
1880-ban született Devecseren, római katolikus vallású kisiparos családban; apja cipész volt. Középiskoláit a pápai bencés algimnáziumban és a veszprémi kegyestanítórendi főgimnáziumban járta ki. Érettségi után az Egri Érseki Joglyceumba iratkozott be, majd a budapesti Királyi Magyar Tudományegyetemen fejezte be jogi tanulmányait.
Jogászi pályáját a fővárosban kezdte, mint joggyakornok, majd 1909-ben, Veszprémben ügyvédi irodát nyitott. Ügyvédi pályafutásának már a korai szakaszában veszprémi városi képviselő és a megyei törvényhatósági bizottság tagja lett. 1921-ben visszatért Budapestre, ahol még harminc éven át praktizált, egészen nyugdíjazásáig. Közben, 1935-től a német megszállásig Budapest törvényhatósági bizottságának tagja.
Az első világháborúban szerbiai és montenegrói hadszíntereken harcolt, mint a 31. honvédgyalogezred főhadnagya, a császári és királyi 20. hegyi brigád kötelékében és végül népfelkelő hadnagyi rendfokozatban szerelt le. 1918-ban a Károlyi-kormány kinevezését még lelkesülten fogadta, de a proletárdiktatúrával szembefordult, amiért le is tartóztatták. Egy hónap múltán sikerült Bécsbe szöknie, ahonnan a Pester Lloydnak küldött cikkei révén igyekezett kifejezni támogatását gróf Bethlen István személye és politikája iránt.
1919 szeptemberében tért haza, ekkor újból átvette az általa már 1914 előtt is irányított Veszprémi Napló szerkesztését; nagyjából ettől kezdve vett részt az országos politikai életben is. Előbb, még a megyéjében megszervezte a Nagyatádi-féle kisgazdapárt helyi szervezetét, majd annak programjával immár az 1920. évi nemzetgyűlési választásokon is elindult, és el is nyerte a parlamenti képviselői mandátumot. A képviselőházban azonban hamar háttérbe szorult: egyrészt mivel az államfőválasztás kérdésében a népszavazásos rendezést szorgalmazta, nem is szavazta meg Horthy kormányzóvá választását, másrészt liberális nézetei miatt pártja vezetőségével is összeütközésbe került.
1921 májusától pártonkívüliként folytatta képviselői működését, 1922-ben pedig Rassay Károly Függetlenségi Kisgazda, Földműves és Polgári Pártjához csatlakozott, melynek színeiben az az évi választásokon újból mandátumhoz jutott. Két év múlva, 1924-ben az Országos Kossuth Párt elnöke lett, amely párt a korabeli politikai palettán már egyre inkább a liberális baloldalhoz tartozónak számított.
A következő két választási ciklusban kimaradt a törvényhozásból, de az 1935. évi választásokon pártja és a Bajcsy-Zsilinszky Endre vezette Nemzeti Radikális Párt listájáról Budapesten ismét beválasztották a parlamentbe. 1939-ben a Polgári Szabadság Párt színeiben lett képviselő Budapest északi választókerületében.
Parlamenti beszédeiben éppúgy, mint publicisztikáiban – amiket főként a Világ és a Pester Lloyd tettek közzé – főként a polgári szabadságjogok kiszélesítéséért, a köztársaság mellett, illetve a faji megkülönböztetés és a fasiszta eszmék térhódítása ellen emelt szót. Magyarország német megszállása után menekülnie, bujkálnia kellett. 
1945-ben részt vett a Polgári Demokrata Párt budapesti szervezésében. 1945. június 24-én a Dunántúl képviseletében lett az Ideiglenes Nemzetgyűlés tagja. 1945 novemberétől ismét a budapesti törvényhatósági bizottság tagja. 1947 márciusában, a párt nagyválasztmányi ülésén megválasztott nyolc alelnök egyike lett. 1947. október 28-án viszont kizárták a Polgári Demokrata Pártból, ami után hamarosan végleg visszavonult a közélettől.